# Mirosław Bujko
Mirosław M. Bujko (ur. 1951) − polski pisarz, muzykolog, doktor nauk humanistycznych, dziennikarz i publicysta. Pracuje w Wyższej Szkole Komunikowania i Mediów Społecznych im. Jerzego Giedroycia w Warszawie. Od lat praktykuje iaidō – tradycyjną sztukę japońskiego miecza.
Debiutował w 2003 roku napisaną dziesięć lat wcześniej Księgą uczynków (Nowy Świat 2003). Opublikował trylogię sensacyjną, którą tworzą książki Złoty Pociąg (W.A.B. 2006), Czerwony Byk (W.A.B. 2007) oraz Wyspy Szerszenia (W.A.B. 2008). Jego powieści były tłumaczone na języki niemiecki i portugalski.
W 2009 roku, wraz z Waldermarem J. Dziakiem, opublikował powieść na temat północkokoreańskiego reżimu, Pająk z góry Katsuragi (W.A.B. 2009).
Mirosław Bujko należy do Stowarzyszenia Unia Literacka. 

## Publikacje
- Księga uczynków (2003)
- Złoty pociąg (2006)
- Czerwony Byk (2007)
- Wyspy Szerszenia (2008)
- Pająk z góry Katsuragi (2009)
- Sąd Ostateczny (2021)

## Strony WWW
- Oficjalna strona Mirosława Bujko. miroslawbujko.pl. [zarchiwizowane z tego adresu (2015-09-25)].